# Antykomunizm

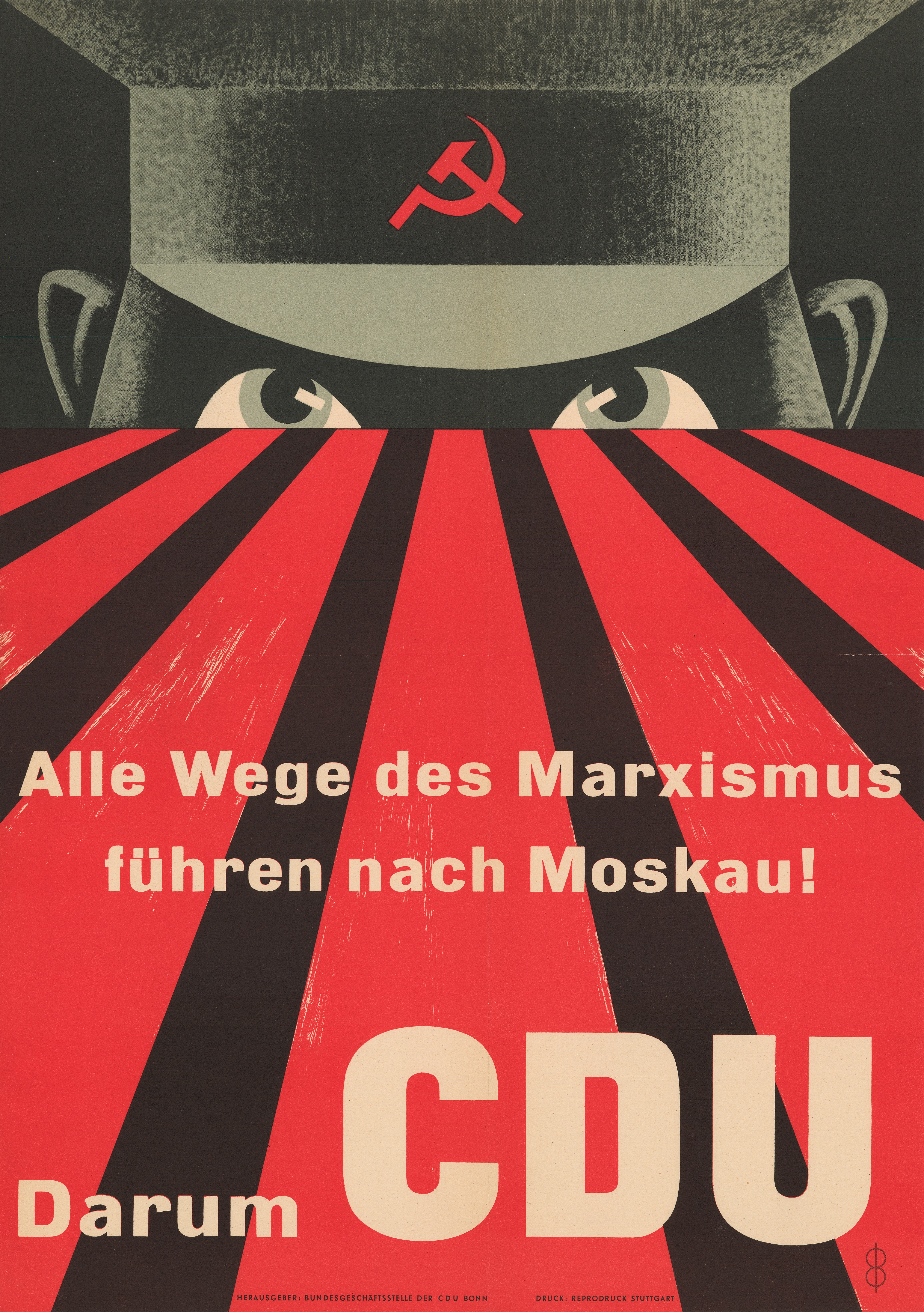
Wszystkie drogi marksizmu prowadzą do Moskwy!, niemiecki antykomunistyczny plakat partii CDU z okresu zimnej wojny

Antykomunizm – zbiorcza nazwa ideologii oraz polityk nastawionych lub skupiających się na krytyce i zwalczaniu myśli komunistycznej, zarówno na płaszczyźnie intelektualnej, jak i praktycznej, dążąc w ten sposób do zapobiegnięcia skutkom wprowadzenia jej w życie. Postawa ta wynika z różnic między założeniami komunizmu, a dążeniami innych ruchów politycznych lub religijnych jak nacjonalizm, liberalizm, faszyzm czy chrześcijaństwo. Z tego powodu antykomunizm sam w sobie nie jest jednolitą ideologią, lecz dzieli się na odmiany, które różnią się co do tego jak definiują komunizm, które konkretne postulaty odrzucają oraz jakie wyciągają wnioski ze swojej krytyki.
Większość antykomunistów łączy przekonanie o błędności materializmu historycznego, będącego podstawą marksizmu. Antykomuniści (np. Karl Popper) odrzucają też pogląd o koniecznym następstwie formacji społecznych (tak jak kapitalizm zastąpił feudalizm, tak w przyszłości miałyby nastać formacje socjalistyczna i komunistyczna). Kwestionują również twierdzenie, że socjalistyczne państwo samoczynnie zniknie, gdy przestanie być potrzebne w wyniku stworzenia w pełni komunistycznego społeczeństwa (teza o obumieraniu państwa). Podważają także możliwość stworzenia idealnie funkcjonującego komunistycznego społeczeństwa.
Zorganizowany antykomunizm rozwijał się wraz ze wzrostem popularności idei komunistycznych, szczególnie po rewolucji bolszewickiej w Rosji, a szczyt jego znaczenia przypada na okres zimnowojenny, czego jednym z objawów był amerykański makkartyzm, będący częścią większego zjawiska znanego jako czerwona panika.
Antykomuniści podkreślają skalę represji oraz liczbę ofiar, które zginęły w wyniku prób realizacji komunistycznych założeń. Historyk Robert Conquest twierdzi, że w przeciągu całego XX wieku komunizm odpowiedzialny był za śmierć dziesiątek milionów ludzi, natomiast Czarna księga komunizmu podaje, że łącznie zbrodnie popełniane przez realizatorów myśli marksistowskich mogły pochłonąć nawet 100 milionów ludzkich istnień.
Liberalni antykomuniści łączą idee komunistyczne z faszystowskimi i nazywają je zbiorowo totalitaryzmami, powołując się na podobieństwa pomiędzy działaniami obydwu systemów (przy czym sam faszyzm również zalicza się do ideologii nacechowanych antykomunistycznie).